# Sidi Hamadouche
Sidi Hamadouche (em árabe: سيدي حمادوش) é uma comuna localizada na província de Sidi Bel Abbès, Argélia. De acordo com o censo de 2008, a população total da cidade era de 9 968 habitantes.